# SportAccord Combat Games
SportAccord Combat Games är en internationell kampsporttävling som första gången genomfördes i Peking 28 augusti-4 september 2010.
Grenar som ingår är:
Aikido,
Boxning,
Brottning,
Judo,
Ju-jutsu,
Karate,
Kendo,
Kickboxning,
Sambo,
Sumo,
Taekwondo,
Thaiboxning,
Wushu.